# Otto Korfes
Otto Korfes (* 23. November 1889 in Wenzen bei Gandersheim; † 24. August 1964 in Potsdam) war ein deutscher Historiker und Offizier. Korfes war als Divisionskommandeur bei Stalingrad im Range eines Generalmajors in sowjetische Gefangenschaft geraten. Er distanzierte sich danach vom NS-Regime, wurde Mitglied des Nationalkomitees „Freies Deutschland“ und hielt Radiovorträge in der Absicht, die deutschen Frontsoldaten vom weiteren Kämpfen abzuhalten und so den Krieg schneller zu beenden. In der DDR wurde er 1952 Generalmajor der Kasernierten Volkspolizei und war damit einer von sieben ehemaligen Generälen der Wehrmacht, die beim Aufbau der Streitkräfte eingesetzt wurden.

## Leben
Korfes war einer von fünf Söhnen des Pastors Otto Korfes (1857–1929), der von 1901 bis weit in die 20er Jahre Pfarrer in Cattenstedt bei Blankenburg am Harz war und danach nach Blankenburg umzog. Er besuchte mit seinen Brüdern das Gymnasium Am Thie in Blankenburg. Sein Vater konnte Studien für seine Söhne nicht finanzieren und drängte deswegen auch seinen Sohn Otto zum Heer. Dieser selbst hätte lieber Geschichte und Literatur studiert.
Er trat am 17. März 1909 als Fahnenjunker in das 3. Magdeburgische Infanterie-Regiment Nr. 66 ein. Dort wurde er am 18. Oktober 1909 zum Fähnrich sowie am 22. August 1910 zum Leutnant befördert. Mit Ausbruch des Ersten Weltkriegs wurde er zunächst als Zugführer in seinem Regiment verwendet und war an der Eroberung der Festung Lüttich beteiligt. Im weiteren Verlauf des Krieges kämpfte er ausschließlich an der Westfront. Am 25. Februar 1915 wurde er zum Oberleutnant befördert und als solcher Regimentsadjutant sowie Bataillonsführer. Als Hauptmann (seit 18. Dezember 1917) folgte am 11. April 1918 seine Versetzung in den Stab der 7. Division. In dieser Funktion verblieb Korfes über das Kriegsende hinaus. Er schied am 30. September 1920 aus dem aktiven Dienst der Reichswehr aus und erhielt den Charakter als Major verliehen.
Anschließend studierte Korfes an der Philosophischen Fakultät der Friedrich-Wilhelms-Universität Berlin. 1923 promovierte er bei Max Sering und Werner Sombart zum Doktor der Staatswissenschaften. Von April 1920 bis 1. Juni 1937 war er beim Reichsarchiv in Potsdam beschäftigt, zuletzt als Oberregierungsrat bei der Kriegsgeschichtlichen Forschungsanstalt des Heeres. 1929 heiratete er Gudrun Mertz von Quirnheim (1907–1979), die Tochter des Generalleutnants und Präsidenten des Reichsarchivs, Hermann Mertz von Quirnheim. 1933 wurde seine Tochter Sigrid geboren – die spätere Historikerin Sigrid Wegner-Korfes –, eine weitere Tochter war die spätere Soziologin Gunhild Korfes.
Als Major der Reserve wurde Korfes am 1. Juni 1935 von der Wehrmacht dem Infanterie-Regiment 66 zugewiesen. Mit der Übernahme in das aktive Verhältnis folgte zeitgleich am 1. Oktober 1937 die Ernennung zum Kommandeur des 1. Bataillons. Nach einem Jahr setzte man den zwischenzeitlich am 1. Februar 1938 zum Oberstleutnant beförderten Korfes dann als Regimentskommandeur ein. Diese Stellung behielt Korfes über den Beginn des Zweiten Weltkriegs bis zum 5. Februar 1940 bei, übernahm dann das Infanterie-Regiment 518 und erhielt am 1. Januar 1941 seine Beförderung zum Oberst. Am 2. November 1942 gab er das Kommando ab und wurde kurzzeitig bis zum 16. November 1942 in die Führerreserve versetzt.
Am 1. Januar 1943 wurde er bei gleichzeitiger Beförderung zum Generalmajor zum Kommandeur der 295. Infanterie-Division ernannt. Am Ende der Schlacht von Stalingrad geriet er am 31. Januar 1943 in sowjetische Kriegsgefangenschaft im Kriegsgefangenenlager 5110/48 Woikowo. Er distanzierte sich allmählich von seinen früheren Befehlshabern und engagierte sich im Nationalkomitee „Freies Deutschland“ (NKFD), um in Radiosendungen die deutschen Soldaten an der Front zur Kriegsbeendigung aufzurufen. Als NKFD-Mitglied arbeitete er in der Sowjetunion eng mit Walter Ulbricht zusammen. Seine Familienmitglieder wurden der sogenannten Sippenhaft unterworfen und wurden von der Gestapo in Gefängnisse und Konzentrationslager verschleppt. Seine Ehefrau Gudrun kam erst nach Kriegsende in Freiheit.
Sein Schwager Oberst Albrecht Ritter Mertz von Quirnheim gehörte zum Kern des militärischen Widerstands um Oberst Claus Schenk Graf von Stauffenberg und des Hitler-Attentats vom 20. Juli 1944. Auch sein anderer Schwager Wilhelm Dieckmann gehörte als Hauptmann der Reserve dem militärischen Widerstand gegen Hitler und den Nationalsozialismus an und wurde nach brutalen Verhören am 13. September 1944 in Berlin im Zellengefängnis Lehrter Straße von der Gestapo erschossen.
Die Schwiegereltern Mertz von Quirnheim zogen sich Ende 1943 im Rahmen der Evakuierung von Groß-Berlin mit ihren beiden Töchtern und allen sieben Enkeltöchtern nach Blankenburg am Harz zurück, der Heimat Otto Korfes'. Dessen Ehefrau Gudrun Korfes wurde noch 1944 in Sippenhaft genommen und erst nach Kriegsende befreit. Otto Korfes selbst kehrte erst 1948 aus der sowjetischen Gefangenschaft in der Sowjetunion zurück.
Als Leiter des Staatsarchivs Potsdam (1948 bis 1952) und der Hauptabteilung Archivwesen im Innenministerium (1949 bis 1952) schuf er die Grundlagen des DDR-Archivwesens. In der DDR wurde er aktives Mitglied der National-Demokratischen Partei Deutschlands und in die Führung der Volkspolizei übernommen. Doch die Staatssicherheit war ihm gegenüber misstrauisch. 1952 bis 1956 war er als Generalmajor der Kasernierten Volkspolizei Leiter der historischen Abteilung des MdI und stellvertretender Leiter des Stabes der Operativabteilung der Kasernierten Volkspolizei. Er unterstützte wissenschaftlich-inhaltlich das Museum für Deutsche Geschichte. Er war seit Gründung des Nationalrates der Nationalen Front im Februar 1950 Mitglied des Nationalrates und Vorsitzender des Bezirksausschusses Potsdam, Mitglied der Sektion Geschichte der Akademie der Wissenschaften und von 1958 bis zu seinem Tode Vorsitzender der Arbeitsgemeinschaft ehemaliger Offiziere.
Seine Urne wurde auf dem Neuen Friedhof in Potsdam (Heinrich-Mann-Allee) beigesetzt.

## Auszeichnungen
- Eisernes Kreuz (1914) II. und I. Klasse im Frühjahr 1916
- Spange zum Eisernen Kreuz II. und I. Klasse
- Deutsches Kreuz in Gold am 11. Januar 1942[12]
- Ritterkreuz des Eisernen Kreuzes am 22. Januar 1943[12]
- Vaterländischer Verdienstorden der DDR in Silber 1959 anlässlich seines 70. Geburtstages
- Ernst-Moritz-Arndt-Medaille 1957[13]
- Medaille für Kämpfer gegen den Faschismus 1933 bis 1945[14]